# Bertran Žil
 Bertran Fabijen Žil  (fr. Bertrand Fabien Gille; 24. mart 1978) bivši je francuski rukometaš i trenutni sportski direktor rukometnog kluba Šamberi za koji je igrao u dva navrata, dok je deset godina igrao za nemački Hamburg, zajedno sa bratom Gijomom Žilom. Od 1997. do 2013. godine igrao je za reprezentaciju Francuske sa kojom je po dva puta osvojio Svetsko i Evropsko prvenstvo, kao i dvije zlatne medalje na Olimpijskim igrama.
Bertran Žil je bio jedan od najboljih pivota i obrambenih igrača na svetu. Godine 2002, Žilu je dodeljena nagrada igrača godine IHF-a. U aprilu 2023. uvršten je u kuću slavnih francuskog rukometa.

## Dosadašnji klubovi
- OSC Loiriol (1984—1996)
- Chambéry Savoie HB (1996—2002)
- HSV Hamburg (od 2002)

## Uspesi
- Igrač godine IHF-a 2002.
- Prvak Francuske 2001.
- Pobednik Francuskog kupa 2002.
- Pobednik Nemačkog kupa 2006.
- Pobednik Nemačkog super kupa 2004. i 2006.
- Pobednik Kup pobednika kupova 2007.

## Spoljašnje veze
- Zvanična stranica Bertran Žila
- Stranica HSV Hamburga o Bertran Žilu